# Умлаут (диакритический знак)

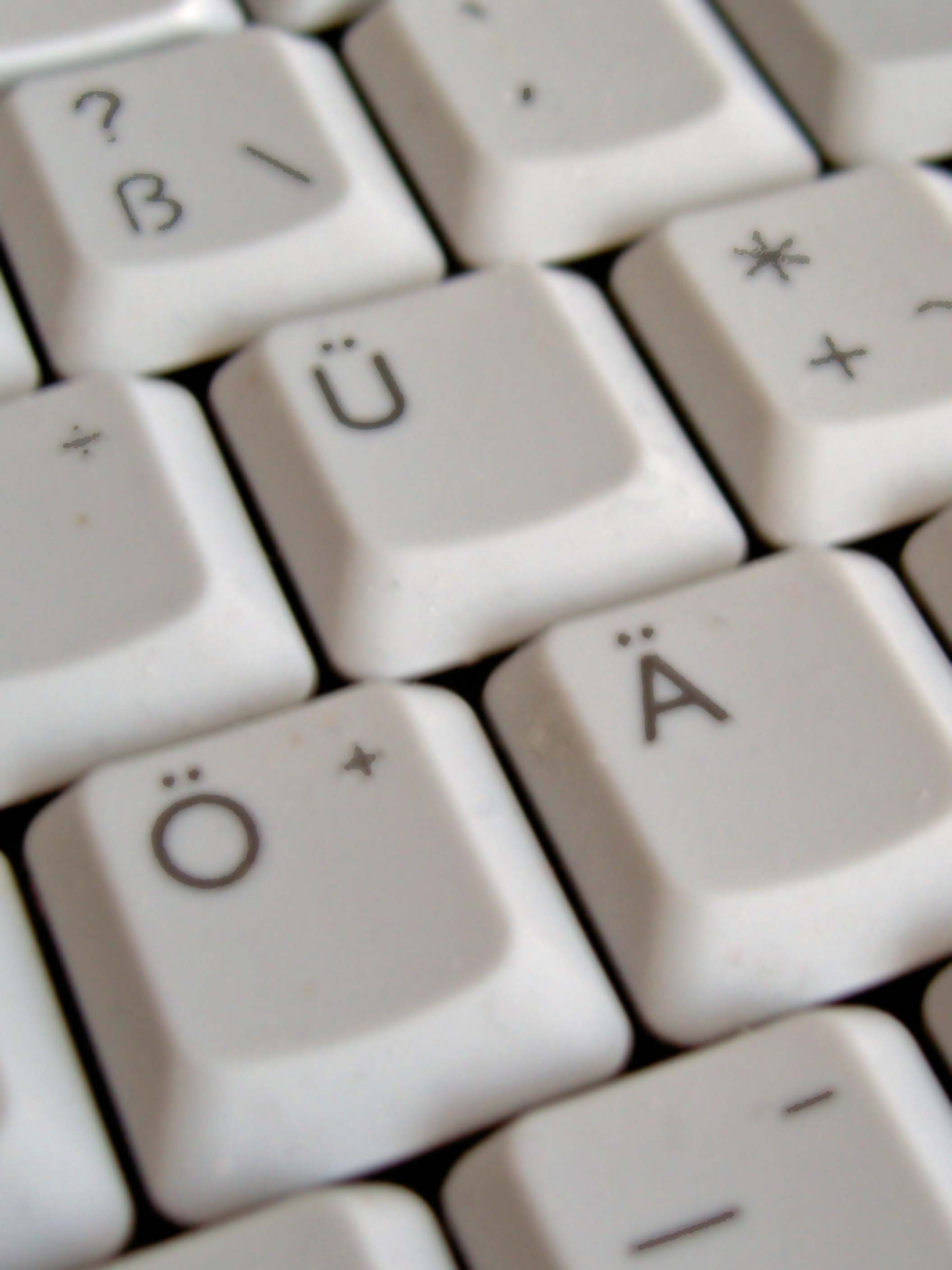
Буквы с умлаутом на немецкой клавиатуре

Умла́ут (умля́ут) (нем. Umlaut «перегласовка») — диакритический знак, указывающий на фонетическое явление умлаута гласных звуков в немецком и некоторых других языках. Обычно изображается в виде двух точек над буквой, в готическом шрифте мог выглядеть и как маленькая надстрочная буква e. В немецком языке присутствует в буквах Ää, Öö и Üü (называемых «A-умлаут», «O-умлаут» и «U-умлаут», соответственно).
При невозможности использования диакритических знаков буквы с умлаутом в немецком языке традиционно заменяются на диграфы: ä — на «ae», ö на — «oe», ü на — «ue». В ряде имён собственных пишутся всегда диграфы, но не буквы с умлаутом, например, Гёте — Goethe.
Знак умлаута следует отличать от диерезиса, который указывает на раздельное произношение двух гласных.

## Использование в языках мира
Кроме немецкого, буквы с умлаутом используются и в других германских языках, особенно часто — в скандинавских: в шведском алфавите имеются буквы ä и ö, в исландском — только ö (в норвежском, фарерском и датском алфавитах для обозначения этого же звука используется буква ø). Буквы с этим знаком встречаются также в тюркских и финно-угорских языках: в финском алфавите, как и в шведском, используются буквы ä и ö; в венгерском и турецком — ü и ö.
В проекте международного алфавита Ф. В. Езерского две точки над буквой указывали на её твёрдое произношение, а в его же проекте новой русской азбуки буква ï использовалась для замены кириллической ы.

## Произвольный умлаут в стилистических целях

Логотип группы «Motörhead»

В некоторых случаях умлаут не несёт никакого фонетического значения и используется, чтобы придать названиям «германский» вид. Встречается в названиях некоторых рок-групп («Mötley Crüe», «Motörhead») и фирм («Häagen-Dazs»), a также видеоигр («Brütal Legend»).
Считается, что умлаут и другие диакритические знаки придают названиям групп экзотический вид. Как правило, использование умлаута на произношение названий англоязычных групп не влияет. Нередко такие «умлауты» ставятся и над буквами, обозначающими согласные звуки, что противоречит самому назначению умлаута, хотя письменности некоторых языков включают буквы как N̈ и V̈, в которых две точки над буквой имеют другое значение.
Введение произвольного умлаута приписывается группе «Blue Öyster Cult» (1970). Затем аналогичные символы в свои названия ввели группы «Motörhead», «Mötley Crüe», «Znöwhite», «Queensrÿche», «Mägo de Oz». Умлаут в названии «Motörhead» был идеей графика, который создал обложку для первого альбома под названием «Потому что это выглядит зло» (Лемми, вокалист и основатель). Даже члены группы некоторое время писали свои имена с умлаутами: «Wizzö» (Фил Кэмпбел) и «Würzel» (Мик Барстон) в альбоме «1916».